# East Point, Alabama
East Point är en ort i Cullman County i delstaten Alabama, USA.